# Hellflockiger Scheidenstreifling
Der Hellflockige Scheidenstreifling oder kurz Hellflockige Streifling (Amanita beckeri) ist eine Pilzart aus der Familie der Wulstlingsverwandten.

## Merkmale

### Makroskopische Merkmale
Der Hellflockige Scheidenstreifling hat einen ockerbraunen Hut, der zunächst halbkugelig geformt ist, ehe er aufschirmt. Die Größe des Huts variiert von 6 bis 12 cm. Auf der Huthaut befinden sich oft noch weiße Velumreste. Am Hutrand ist die Art gerieft. Die weißen Lamellen stehen gedrängt und sind am Stiel abgerundet. Der weiße Stiel ist meist mit flockigen weißen Velumresten besetzt und steckt am unteren Ende in einer Scheide. Die nicht sehr hohe Volva ist jung weiß, später geht die Farbe ins Bräunliche über. Das weiße und kompakte Fleisch hat keinen besonderen Geschmack oder Geruch.

### Mikroskopische Merkmale
Die Sporen sind rundlich und messen 9,5–10,5 Mikrometer im Durchmesser.

## Artabgrenzung
Diese Amanitopsis sieht den Wulstlingen im engeren Sinn ähnlich. Am Stiel wird sogar manchmal ein flüchtiger Ring ausgebildet.

## Ökologie und Verbreitung
Amanita beckeri bevorzugt warme Laubwälder auf Kalkböden. In Deutschland gilt die Art als selten. Dafür tritt sie im Mittelmeerraum häufig auf.

## Bedeutung
Der Pilz ist wie alle anderen Scheidenstreiflinge essbar, aber nicht besonders schmackhaft.